# Dimeria kalavoorensis
Dimeria kalavoorensis là một loài thực vật có hoa trong họ Hòa thảo. Loài này được Ravi mô tả khoa học đầu tiên năm 1996.